# Бернд Бруннхофер
Бернд Бруннхофер (нім. Bernd Brunnhofer, псевдонім Міхаель Туммельхофер, нар. 27 липня 1946 року в Граці) — німецький видавець ігор (Hans im Glück), редактор і автор настільних ігор.

## Діяльність
Бернд Бруннхофер закінчив середню школу в Австрії і після цього переїхав до Німеччини. Він вивчав соціологію і став викладачем в Мюнхенському технічному університеті. У Мюнхені він заснував у 1983 році видавництво «Hans im Glück» як підпільне підприємство і незабаром після цього почав працювати там на постійній основі. До 2008 року працював єдиним керівником, після чого в управління вступив його син Моріц Бруннхофер.
Найбільший успіх як видавець та редактор він здобув з грою Каркасон, яка в 2001 році отримала нагороди Гра року та Німецька гра року. 1 січня 2017 року Бернд Бруннхофер пішов на пенсію і переїхав до свого другого дому на Мальорці. Він передав управління видавництвом своєму сину.
Бруннхофер також розробляє ігри і публікував їх під псевдонімом Міхаель Туммельхофер. Великий успіх як автор він здобув із грою Sankt Petersburg, яка в 2004 році виграла Німецьку гру року. Його гра 2008 року Stone Age була номінована на Гру року 2008 та посіла друге місце у номінаціі Німецька гра року.
У 2002 році Бруннхофер був нагороджений Золотим Почесним знаком землі Штирія.

## Лудографія
- 1983: Dodge City (разом з Карл-Гайнцом Шміелем; Hans im Glück)
- 1984: Radar-Flop (разом з Карл-Гайнцом Шміелем; в журналі Spielbox)
- 1988: Greyhounds (Hans im Glück 1985, Mattel 1988)
- 1985: Dippi Totale (разом з Карл-Гайнцом Шміелем; Hans im Glück)
- 2004: Sankt Petersburg (як Міхаель Туммельхофер; Hans im Glück)
- 2008: Sankt Petersburg: In bester Gesellschaft – Das Bankett (як Міхаель Туммельхофер; Hans im Glück, розширення до Санкт-Петербурга)
- 2008: Stone Age (як Міхаель Туммельхофер; Hans im Glück)
- 2011: Stone Age: Mit Stil zum Ziel (як Міхаель Туммельхофер; Hans im Glück, розширення до Stone Age)
- 2011: Pantheon (як Міхаель Туммельхофер; Hans im Glück)
- 2018: Stone Age: Ювілейне видання (як Міхаель Туммельхофер; Hans im Glück)